# Gaston Salmon
Gaston Joseph Clément Marie Salmon (ur. 5 marca 1878 w Marcinelle, zm. 30 kwietnia 1918 w Veurne) – belgijski szermierz pochodzenia żydowskiego, złoty medalista olimpijski.

## Kariera
Gaston Salmon urodził się w miejscowości Marcinelle, w belgijskiej prowincji Hainaut. W 1912 brał udział w igrzyskach olimpijskich w Sztokholmie jako reprezentant Belgii. Wspólnie z Paulem Anspachem, Victorem Willemsem, Robertem Hennetem, Henrim Anspachem i Jakiem Ochsem zdobył złoty medal w szpadzie drużynowej. Startował także w szpadzie indywidualnej i florecie indywidualnym, w obu przypadkach odpadając w pierwszej rundzie.
Po ślubie z Fernande Ermens zamieszkał w Etterbeek. W 1917 wstąpił do armii belgijskiej. Zginął podczas I wojny światowej na skutek ran odniesionych po zrzuceniu bomby przez niemiecki samolot w Veurne.